# .ao
.ao es el dominio de nivel superior geográfico (ccTLD) para Angola.